# Řád královny Sālote Tupou III.
Řád královny Sālote Tupou III. (tongánsky Ko e Fakalangilangi Ma’olunga ‘o Salote Topou III) je státní vyznamenání Království Tonga založené roku 2008.

## Historie a pravidla udílení
Řád byl založen králem Georgem Tupou V. dne 28. června 2008. Řád založil na památku své babičky, královny Sālote Tupou III., která během své téměř padesátileté vlády vedla stát k ekonomickému a sociálnímu rozvoji.
Řád byl založen jako nejvyšší civilní státní vyznamenání a udílen je za osobní služby panovníkovi. Udílen je především jako rodinný řád členům tonžské královské rodiny i členům cizích královských rodin.

## Třídy
Řád je udílen v pěti třídách:
- rytíř velkokříže s řetězem (KGCCQS)
- rytíř/dáma velkokříže (K/D GCQS)
- rytíř/dáma komandér/ka (KD CQS)
- člen (MQS)

## Insignie
Řádový řetěz se skládá ze středového článku ve tvaru zlatého uzlu v základně svázaného stuhou. Po obou stranách hlavního článku jsou zlaté holubice, které se střídají s články ve tvaru zlatého uzlu. Jednotlivé články jsou spolu spojeny dvojitým řetízkem.
Řádový odznak má tvar tmavě modře smaltovaného maltézského kříže s bíle lemovaným okrajem. Mezi jednotlivými rameny jsou holubice držící v drápech fleur-de-lis. Uprostřed je kulatý medailon ze zlatou podobiznou královny Sālote. Medailon je lemován tmavě modře smaltovaným kruhem se zlatým nápisem. Ke stuze či řetězu je odznak připojen pomocí přechodového prvku ve tvaru královské koruny.
Řádová hvězda je osmicípá a je vyrobena z pozlaceného stříbra. Uprostřed je řádový odznak bez přechodového prvku.
Stuha je zářivě modrá. V případě, že stuha má podobu šerpy je u mužů široká 102 mm a u žen 74 mm.